# Champsodon
Champsodon es el único género de la familia monotípica Champsodontidae.  Estos peces, llamados «peces de dientes de cocodrilo» son nativos de la región del Indo-Pacífico.

## Especies
Las especies actualmente reconocidas en este género son:
- Champsodon atridorsalis Ochiai & I. Nakamura, 1964
- Champsodon capensis Regan, 1908
- Champsodon fimbriatus C. H. Gilbert, 1905
- Champsodon guentheri Regan, 1908
- Champsodon longipinnis Matsubara & Amaoka, 1964
- Champsodon machaeratus Nemeth, 1994
- Champsodon nudivittis (J. D. Ogilby, 1895)
- Champsodon omanensis Regan, 1908
- Champsodon pantolepis Nemeth, 1994
- Champsodon sagittus Nemeth, 1994
- Champsodon sechellensis Regan, 1908
- Champsodon snyderi V. Franz, 1910
- Champsodon vorax Günther, 1867

## Estado de conservación
Champsodon capensis es la única especie que aparece en la Lista Roja de la UICN a causa de las capturas accidentales en su área de distribución.